# Coupe de Luxembourg 1936-1937
La Coppa di Lussemburgo 1936-1937 è stata la 16ª edizione della coppa nazionale lussemburghese disputata tra il 30 agosto 1936 e il 6 giugno 1937 e conclusa con la vittoria del Jeunesse Esch, al suo secondo titolo.

## Formula
Eliminazione diretta in gara unica.

### 1º Turno preliminare
•Il Tricolore Muhlenweg passa direttamente il turno.
| Squadra 1            | Risultato   | Squadra 2                   |
| -------------------- | ----------- | --------------------------- |
| 30 agosto 1936       |             |                             |
| Blue Boys Muhlenbach | 9 − 0       | Amis des Sports Schifflange |
| CS Hollerich         | 6 − 1       | Orania Vianden              |
| Differdange          | 6 − 1       | Avenir Beggen               |
| Oberkorn             | 4 − 0       | Alliance Dudelange          |
| Red Star Merl        | 2 − 5       | AS Luxembourg               |
| Rumelange            | 4 − 1       | FC Luxemburg/Limpertsberg   |
| Steinfort            | 4 − 7       | Mansfeldia Clausen          |
| Swift Hesperange     | 2 − 8       | Gold a Ro't Wiltz           |
| US Esch              | 3 − 0       | Egalité Weimerskirch        |
| US Niederwiltz       | 6 − 2       | Jeunesse Wasserbillig       |
| Rapid Neudorf        | 2 − 2 (dts) | Chiers Rodange              |

| Squadra 1                     | Risultato | Squadra 2     |
| ----------------------------- | --------- | ------------- |
| 27 settembre 1936 (Spareggio) |           |               |
| Chiers Rodange                | 7 − 4     | Rapid Neudorf |

### 2º Turno preliminare
•L'US Niederwiltz passa direttamente il turno.
| Squadra 1             | Risultato   | Squadra 2            |
| --------------------- | ----------- | -------------------- |
| 4 ottobre 1936        |             |                      |
| Fola Esch             | 1 − 0       | Aris Bonnevoie       |
| Mansfeldia Clausen    | 4 − 1       | Chiers Rodange       |
| Oberkorn              | 0 − 1       | Differdange          |
| Red Black Pfaffenthal | 2 − 1       | AS Luxembourg        |
| Rumelange             | 1 − 3       | Tricolore Muhlenweg  |
| US Esch               | 1 − 0       | Blue Boys Muhlenbach |
| CS Hollerich          | 1 − 1 (dts) | Gold a Ro't Wiltz    |

| Squadra 1                   | Risultato | Squadra 2    |
| --------------------------- | --------- | ------------ |
| 18 ottobre 1936 (Spareggio) |           |              |
| Gold a Ro't Wiltz           | 3 − 0     | CS Hollerich |

### Ottavi di finale
| Squadra 1          | Risultato   | Squadra 2                |
| ------------------ | ----------- | ------------------------ |
| 7 febbraio 1937    |             |                          |
| Fola Esch          | 1 − 7       | US Dudelange             |
| Gold a Ro't Wiltz  | 0 − 10      | Jeunesse Esch            |
| Mansfeldia Clausen | 4 − 3       | US Niederwiltz           |
| Spora Luxembourg   | 8 − 0       | Tricolore Muhlenweg      |
| Stade Dudelange    | 3 − 1       | Red Boys Differdange     |
| US Esch            | 0 − 6       | Differdange              |
| Union Luxembourg   | 4 − 0       | Red Black Pfaffenthal    |
| Progrès Niedercorn | 1 − 1 (dts) | The National Schifflange |

| Squadra 1                 | Risultato | Squadra 2                |
| ------------------------- | --------- | ------------------------ |
| 14 marzo 1937 (Spareggio) |           |                          |
| Progrès Niedercorn        | 6 − 1     | The National Schifflange |

### Quarti di finale
| Squadra 1          | Risultato | Squadra 2        |
| ------------------ | --------- | ---------------- |
| 4 aprile 1937      |           |                  |
| Mansfeldia Clausen | 1 − 2     | Union Luxembourg |
| Progrès Niedercorn | 4 − 0     | Stade Dudelange  |
| Spora Luxembourg   | 4 − 0     | Differdange      |
| US Dudelange       | 0 − 3     | Jeunesse Esch    |

### Semifinali
| Squadra 1        | Risultato | Squadra 2        |
| ---------------- | --------- | ---------------- |
| 18 aprile 1937   |           |                  |
| Spora Luxembourg | 2 − 3     | Union Luxembourg |

| Squadra 1      | Risultato | Squadra 2          |
| -------------- | --------- | ------------------ |
| 30 maggio 1937 |           |                    |
| Jeunesse Esch  | 5 − 1     | Progrès Niedercorn |

## Finale
| Lussemburgo (città) 6 giugno 1937, ore 16.15 | Jeunesse Esch | 3 – 0 | Union Luxembourg | Stade de Luxembourg (600 spett.) |
| \| \| \| \| \| \| Marcatori \| \|            |               |       |                  |                                  |
|                                              |               |       |                  |                                  |
| Gol                                          | Marcatori     | Gol   |                  |                                  |